# A propòsit de Henry
A propòsit de Henry (títol original en anglès Regarding Henry) és una pel·lícula estatunidenca dirigida per Mike Nichols, estrenada el 1991.

## Argument
Un advocat (interpretat per Harrison Ford) cèlebre i sense escrúpols encadena els èxits. A casa seva l'ambient és més aviat apagat amb la seva dona i la seva filla. Un vespre, mentre que surt a comprar les cigarretes, rep un tret al cap en un atracament.
L'home es desperta llavors a l'hospital totalment disminuït i amnèsic. Llavors ha de reconstruir la seva vida i s'adona que realment el que vol és canviar-la i tornar a estimar i ser estimat per la seva família. Igualment implementa codis ètics a la seva feina malgrat la incomprensió dels seus antics amics.

## Repartiment
- Harrison Ford: Henry Turner
- Annette Bening: Sarah Turner
- Bill Nunn: Bradley
- Michael Haley: Court Clerk
- Stanley Swerdlow: Mr. Matthews
- Julie Follansbhee: Mrs. Matthews
- Rebecca Miller: Linda
- Bruce Altman: Bruce
- Peter Appel: Eddie el porter

## Premis
- Annette Bening es va emportar el premi per la seva primera actuació al London Critics Circle Film Awards de 1992.